# Bredene Koksijde Classic 2022
La Bredene Koksijde Classic 2022 fou l'11a edició de la Bredene Koksijde Classic. La cursa es disputà el 18 de març de 2022 a la província de Flandes Occidental, Bèlgica, sobre un recorregut de 200,9 km. La cursa formava part del calendari UCI ProSeries 2022 amb una categoria 1.Pro.
El vencedor fou l'alemany Pascal Ackermann de l'equip UAE Team Emirates. El podi fou completat pel francès Hugo Hofstetter (Arkéa-Samsic) i el belga Tim Merlier (Alpecin-Fenix).

## Equips
A la cursa prenen part 20 equips: nou WorldTeams, nou UCI ProTeams i dos equip continental:
| WorldTeams (9)- Quick-Step Alpha Vinyl - Lotto-Soudal - UAE Team Emirates - Bora-Hansgrohe - Israel-Premier Tech - Trek-Segafredo - Intermarché-Wanty-Gobert Matériaux - Cofidis - Team DSM ProTeams (9)- Alpecin-Fenix - Arkéa-Samsic - TotalEnergies - Uno-X Pro Cycling Team - B&B Hotels-KTM - Sport Vlaanderen-Baloise - Bingoal Pauwels Sauces WB - Bardiani-CSF-Faizanè - Human Powered Health Equips continentals (2)- Minerva Cycling Team - Tarteletto-Isorex |
| |

## Classificació final
| \| Classificació general \| Classificació general \| Classificació general \| Classificació general \| Classificació general \| \| Corredor \| Corredor \| Equip \| Temps \| \| \| --------------------- \| --------------------- \| ---------------------------------- \| --------------------- \| --------------------- \| \| 1r \| Pascal Ackermann \| UAE Team Emirates \| 4h 29' 30" \| \| \| 2n \| Hugo Hofstetter \| Arkéa-Samsic \| + 0" \| \| \| 3r \| Tim Merlier \| Alpecin-Fenix \| + 0" \| \| \| 4t \| Sam Welsford \| Team DSM \| + 0" \| \| \| 5è \| Gerben Thijssen \| Intermarché-Wanty-Gobert Matériaux \| + 0" \| \| \| 6è \| Timothy Dupont \| Bingoal Pauwels Sauces WB \| + 0" \| \| \| 7è \| Søren Wærenskjold \| Uno-X Pro Cycling Team \| + 0" \| \| \| 8è \| Luca Mozzato \| B&B Hotels-KTM \| + 0" \| \| \| 9è \| Arnaud De Lie \| Lotto-Soudal \| + 0" \| \| \| 10è \| Bert Van Lerberghe \| Quick-Step Alpha Vinyl \| + 0" \| \| |                    |                                    |            |
| |                    |                                    |            |
| Font: ProCyclingStats |                    |                                    |            |
| Classificació general |                    |                                    |            |
| Corredor | Corredor           | Equip                              | Temps      |
| 1r | Pascal Ackermann   | UAE Team Emirates                  | 4h 29' 30" |
| 2n | Hugo Hofstetter    | Arkéa-Samsic                       | + 0"       |
| 3r | Tim Merlier        | Alpecin-Fenix                      | + 0"       |
| 4t | Sam Welsford       | Team DSM                           | + 0"       |
| 5è | Gerben Thijssen    | Intermarché-Wanty-Gobert Matériaux | + 0"       |
| 6è | Timothy Dupont     | Bingoal Pauwels Sauces WB          | + 0"       |
| 7è | Søren Wærenskjold  | Uno-X Pro Cycling Team             | + 0"       |
| 8è | Luca Mozzato       | B&B Hotels-KTM                     | + 0"       |
| 9è | Arnaud De Lie      | Lotto-Soudal                       | + 0"       |
| 10è | Bert Van Lerberghe | Quick-Step Alpha Vinyl             | + 0"       |